# Řisuty (tvrz)
Řisuty (též Hradiště) jsou zaniklá tvrz u stejnojmenné obce západně od Slaného v okrese Kladno. Zanikla už ve druhé polovině patnáctého století a dochovalo se po ní tvrziště, které se nachází východně od vesnice na pravém břehu bezejmenného drobného přítoku Červeného potoka. Od roku 1967 je chráněno jako kulturní památka.

## Historie
V první polovině čtrnáctého století sídlil v Řisutech vladycký rod z Řisut. První písemná zmínka o vesnici pochází z roku 1316, kdy zde žil Domaslav z Řisut. Z dalších příslušníků jeho rodu byli roku 1321 zmíněni Jindřich a Ješek z Řisut.  Po Ješkově smrti statek připadl pravděpodobně roku 1333 Albertovi z Řisut. Soudil se o něj se strýcem Remuntem z Honic a jejich spor rozhodl až v roce 1343 Jenc z Grunberka. Brzy poté řisutské panství koupil olomoucký biskup Jan Volek a věnoval je pražskému ženskému klášteru u svatého Ducha. Během husitských válek klášter zanikl a Řisuty v letech 1421–1423 spravoval pražský konšel Bohunek.
Po zbytek husitských válek na tvrzi byla husitská posádka. Po bitvě u Lipan se tvrz hájenou Mikulášem Brčálem starším pokusili dobýt Aleš ze Šternberka, Jan ze Švamberka, Vilém z Jaroslavic a další páni z Plzeňského kraje. Jejich obléhání trvalo jeden den a noc, ale nebylo úspěšné. Badatelé Václav Vladivoj Tomek, Václav Kočka nebo Jan Boukal uvádějí s odkazem na dílo Bartoška z Drahonic, že tvrz tehdy patřila Jakoubkovi z Vřesovic. Kronika Bartoška z Drahonic takové tvrzení ale neuvádí a pravděpodobnější je, že tvrz ovládala města žatecko-lounsko-slánského svazu. Cílem útoku katolických pánů na tvrz mělo být odlákání Jakoubka z Vřesovic od jím obleženého hradu Kostomlaty. Jakoubek skutečně obléhání přerušil a vydal se k Řisutům, aby se nakonec s panským vojskem střetl v bitvě u Řevničova.
Panské vojsko odtáhlo, ale vesnici si přivlastnil Aleš ze Šternberka a připojil ji ke Křivoklátu. Tvrz dále ovládal Mikuláš Brčál, který ji musel za vlády krále Ladislava roku 1454 opustit. Nevyužívaná tvrz poté zpustla.

## Stavební podoba
Tvrz stála na okraji rybníka, který ji chránil na severní a západní straně, kde obranyschopnost posilovaly také strmé svahy. Na východě celou tvrz chránil sto metrů dlouhý val orientovaný ve směru sever–jih. Za ním se nachází příkop, který se stáčí podél jižní strany předhradí, do něhož se vstupovalo po mostě umístěném ve středu příkopu. Jádro tvrze s přibližně čtvercovým půdorysem o straně asi třicet metrů se nacházelo v severní části areálu. Od předhradí ho na jihu a východě odděluje druhý příkop široký až 25 metrů. Podél východní strany jádra tak vznikl mezi prvním a druhým příkopem úzký výběžek předhradí, ze kterého pravděpodobně vedl vstup do jádra.
Na tvrzišti se nedochovaly žádné pozůstatky staveb, ale terénní relikty naznačují místo, kde snad dříve stávala věž. V minulosti nalezené dubové trámy zaražené svisle do země naznačují, že opevnění jádra tvořila palisáda. Zástavba jádra a předhradí byla nejspíše z velké části dřevěná, ale v jádře podle nalezených architektonických prvků stávala výstavná kamenná budova.

## Přístup
Tvrziště je volně přístupné, ale nevede k němu žádná turisticky značená trasa.